# 이케가야 하야토
이케가야 하야토(일본어: 池ヶ谷 颯斗, 1992년 3월 30일 ~ )는 일본의 축구 선수이다.

## 구단 경력
그는 2015년부터 2024년까지 J리그의 미토 홀리호크, 가이나레 돗토리, YSCC 요코하마, AC 나가노 파르세이루에서 활동하였다.